# Racino Grand Prix
 (mars 2023).
Si vous disposez d'ouvrages ou d'articles de référence ou si vous connaissez des sites web de qualité traitant du thème abordé ici, merci de compléter l'article en donnant les références utiles à sa vérifiabilité et en les liant à la section « Notes et références ».
Le Racino Grand Prix est une course hippique de trot attelé se déroulant au mois d'octobre sur l'hippodrome de Magna Racino à Ebreichsdorf (Autriche).
C'est une course internationale de groupe II, créée en 2004.
Elle se court sur la distance de 2 140 mètres, départ à l'autostart.

## Palmarès depuis 2004
(mars 2023).
| Année | Cheval          | Driver             |
| 2004  | Freiherr As     | Thomas Panschow    |
| 2005  | Echò dei Veltri | Enrico Bellei      |
| 2006  | L'Amiral Mauzun | Jean-Michel Bazire |